# Codonosiphon
 Codonosiphon  es un género de orquídeas perteneciente a la subtribu Bulbophyllinae y que tiene asignadas tres especies.

## Especies
- Codonosiphon campanulatum
- Codonosiphon codonanthum
- Codonosiphon papuanum

- Datos: Q3308655